# 黎明新村
24°9′14.11″N 120°37′54.22″E / 24.1539194°N 120.6317278°E

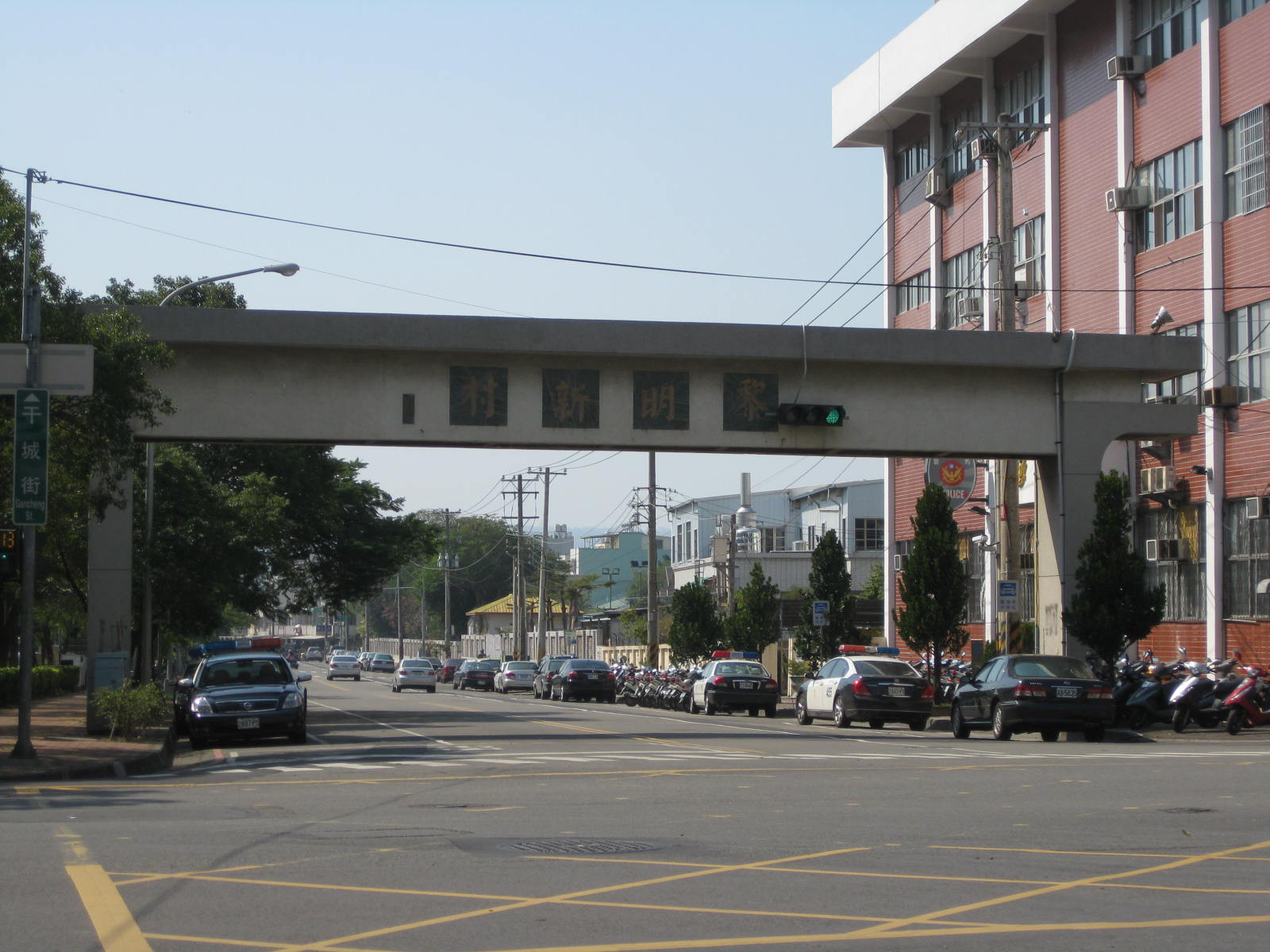
黎明新村入口

黎明新村（或稱黎明社區）是位於臺中市南屯區的官方社區，作為當時省府員工住宅及辦公區，這裡是臺灣省政府興建的第三個大型省府新市鎮。範圍東至黎明路二段、西至龍富路五段、南至公益路二段、北至市政南一路，緊鄰七期重劃區與單元二重劃區。因過去省政府的規劃，許多行政機關設於此區至今，包括經濟部水利署、環境部環管署、國土測繪中心、行政院中部聯合服務中心等。
黎明社區發展成熟，機能完善，擁有黎明國中、黎明國小等教育機構，圍繞黎明路發展的黎明商圈也是臺中市區的主要商圈之一，與公益路商圈相鄰。因社區內有大量綠樹林蔭，環境清幽愜意，常被稱為「台中的民生社區」
，也使得許多電影取景於此。

## 歷史

### 興建背景
1956年，臺灣省政府從臺北市遷移到中興新村，因此另一批臺灣省政府所屬機關也從台北市搬遷至台中市辦公。1972年，部分在台北的省府單位搬到台中火車站附近的干城營區，是黎明辦公區的前身。為尋找更適合的地點容納眾多省府單位，並且安置這些員工及眷屬之居住問題，由臺灣省政府社會處於1974年選定昔稱「三厝農場」之南屯區黎明路二段西側的土地（即現址），政府買下三厝周邊的部分土地後，以集中居住的社區化方式來規劃興建員工住宅，並規劃興建黎明辦公區。

### 興建過程

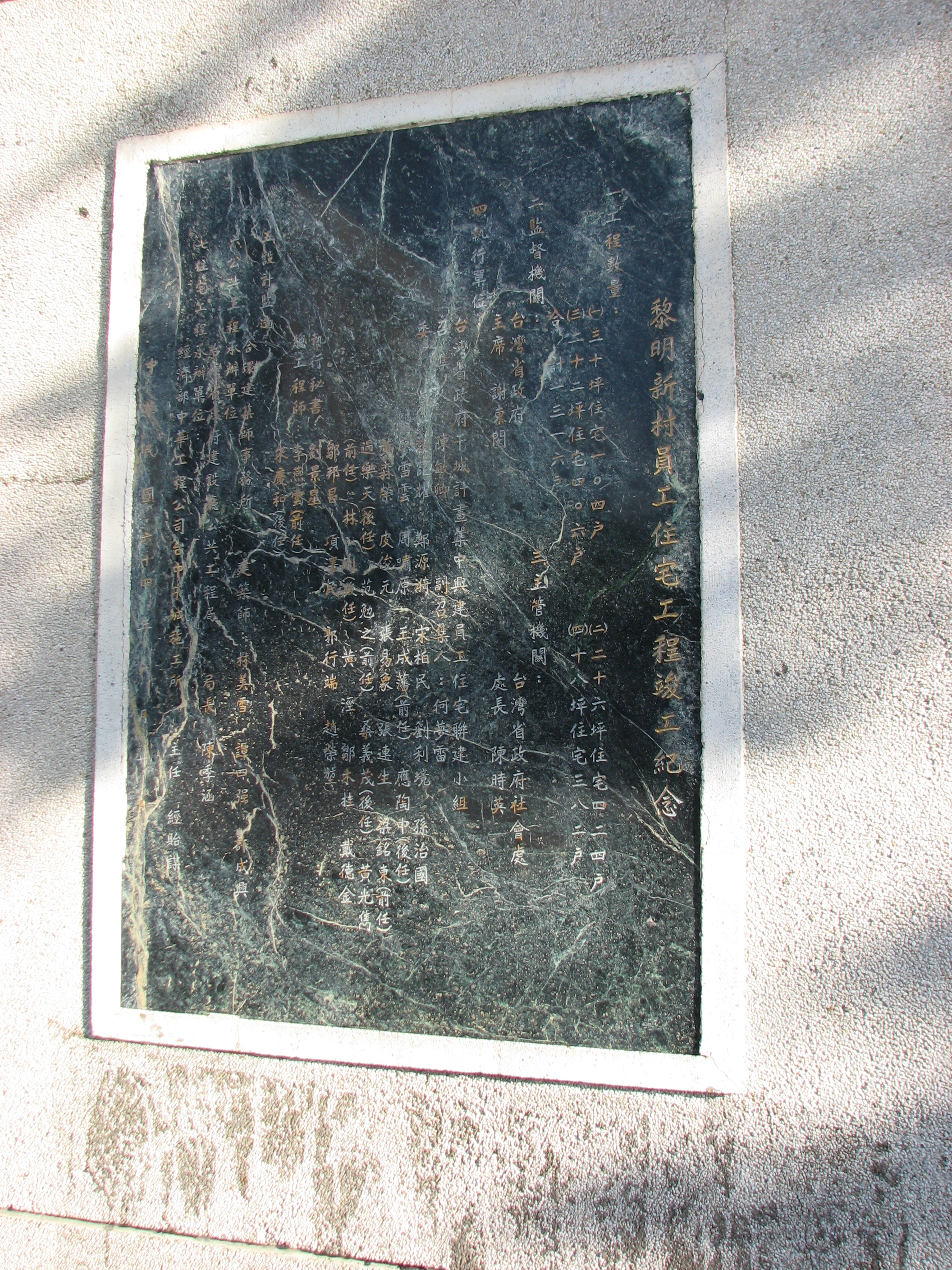
黎明新村員工住宅工程竣工紀念

黎明新村興建工程於1973年11月5日由臺灣省政府核定，同年11月7日籌組聯合興建小組，於1974年4月20日開工，期間受全球物價波動的影響，對施工原料上價格有所衝擊，後經克服仍得以繼續興建，至1975年5月22日完工，命名「黎明新村」。黎明新村總戶數共1,316戶，總建坪29,900餘坪，興建基地總面積共計約41公頃。省府員工住宅先完工後，黎明辦公區則於1976年開始興建，其中先興建廉明樓、勤政樓、自強樓及莊敬樓，並於1978年完工，至善樓則於1988年興建。當時黎明辦公區主要單位有臺灣省政府水利局、地政處及環保處，辦公區面積約十公頃。

### 精省後發展
精省後，所有機關皆進行組織改造，原有省府單位全部「升格」為中央機關，包括臺灣省政府水利局由水利處再改制成為經濟部水利署外，多數機關變成只負責某項業務，例如臺灣省環保處改制為行政院環境保護署環境督察總隊（今環境部環境管理署）、原省府地政處改制為內政部地政司中部辦公室、原省府家庭計畫研究所改制為行政院衛生署國民健康局（今衛生福利部國民健康署）等等。另外，精省後黎明辦公區也增加或移進許多新單位，如行政院中部聯合服務中心，成立的新單位則是兒童局，而外交部中部辦事處則是從台中市其他地區搬遷進駐。目前黎明辦公區共有十九個單位，其中經濟部水利署、環境部環境管理署是規模最大的單位。

## 社區機能

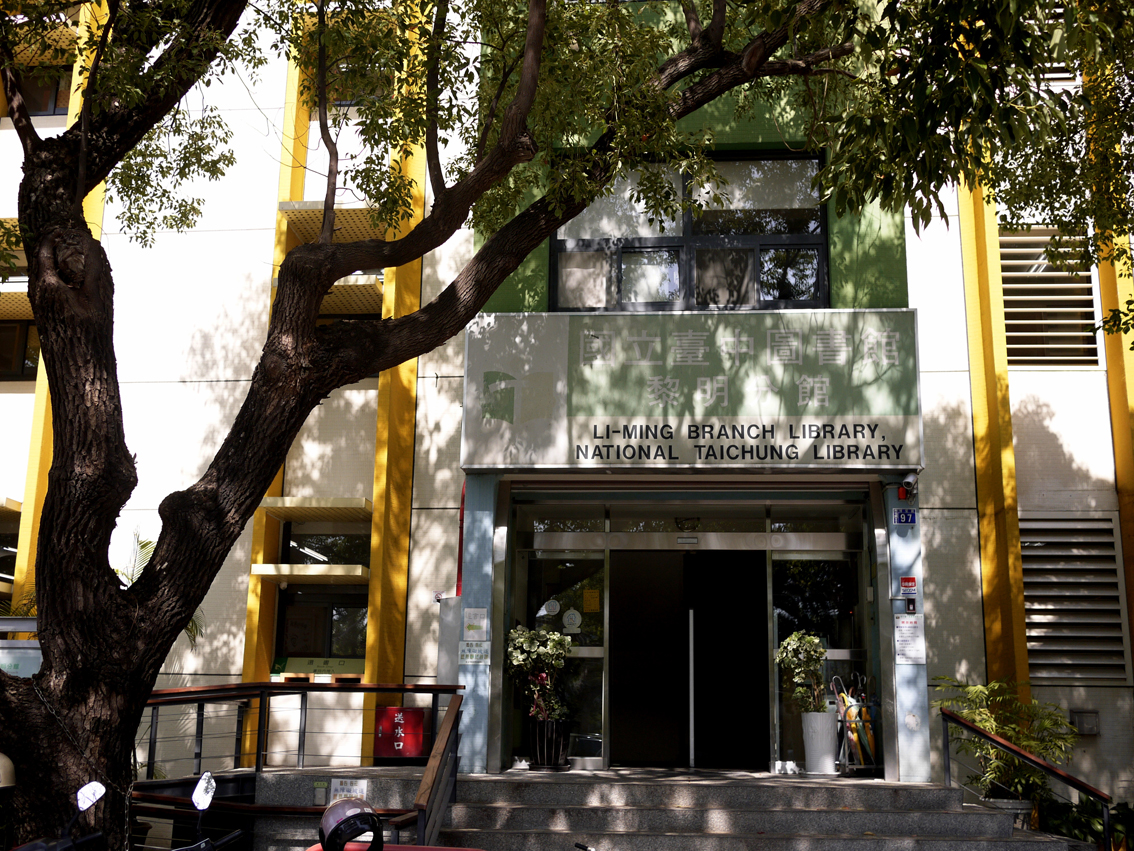
國立公共資訊圖書館黎明分館

黎明新村興建計劃是以社區方向去設計，因此在自來水、雨水排水道、污水處理系統等管線設施，皆比照光復新村、中興新村的管線設計模式下去施工，形成獨自一體的系統化管線。在道路方面，是以干城街為主軸，呈棋盤狀規劃各街道交織，並且以干城街做 U 字形貫穿社區，與黎明路二段銜接。
文教方面，黎明國中與黎明國小相鄰，可使國民教育學校皆位在同社區生活機能的範圍上；鄰近黎明新村的高中，則是位於七期重劃區的惠文高中。另外國立公共資訊圖書館的分館國立公共資訊圖書館黎明分館也可提供民眾使用。
運動娛樂方面，黎明辦公區內設有黎明體能運動中心、網球場、籃球場、公園等，並於每50～60戶之間劃作小型綠地來提供居民休憩與幫助街容美化。
生活消費方面，黎明社區內設有髮廊、餐廳和員工消費合作社，可提供居民日常所需。另外居民也可在黎明黃昏市場和小康市場採買生鮮食物。

## 進駐政府機關
- 行政院中部聯合服務中心
  - 內政部
    - 中部辦公室（地政業務）
    - 土地重劃工程處
    - 國土測繪中心[7]
    - 內政部移民署台中第一服務站

  - 外交部中部辦公室
  - 衛生福利部社會及家庭署台中辦公室
  - 交通部觀光署旅遊服務中心台中服務處
  - 勞動部
    - 勞動部勞動力發展署技能檢定中心
    - 勞動部職業安全衛生署中區職業安全衛生中心

  - 財團法人海峽交流基金會中區辦事處

- 經濟部中區聯合服務中心
  - 經濟部商業發展署
  - 經濟部中小及新創企業署
  - 經濟部標準檢驗局
  - 經濟部國際貿易署
  - 經濟部投資業務處
  - 工業技術研究院
  - 投資審議委員會
  - 經濟部產業發展署中部服務處
  - 經濟部產業園區管理局
  - 經濟部智慧財產局臺中服務處

- 經濟部水利署
- 環境部環境管理署
- 國土測繪中心

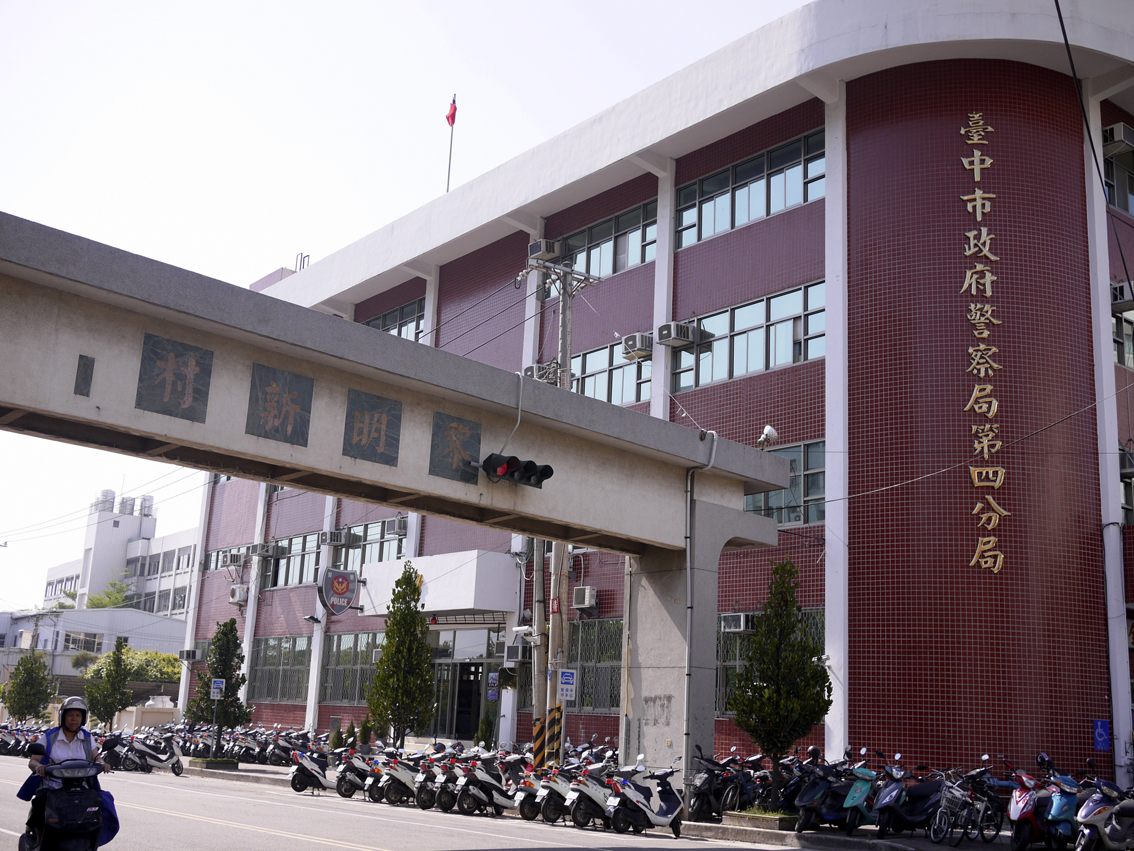
黎明派出所
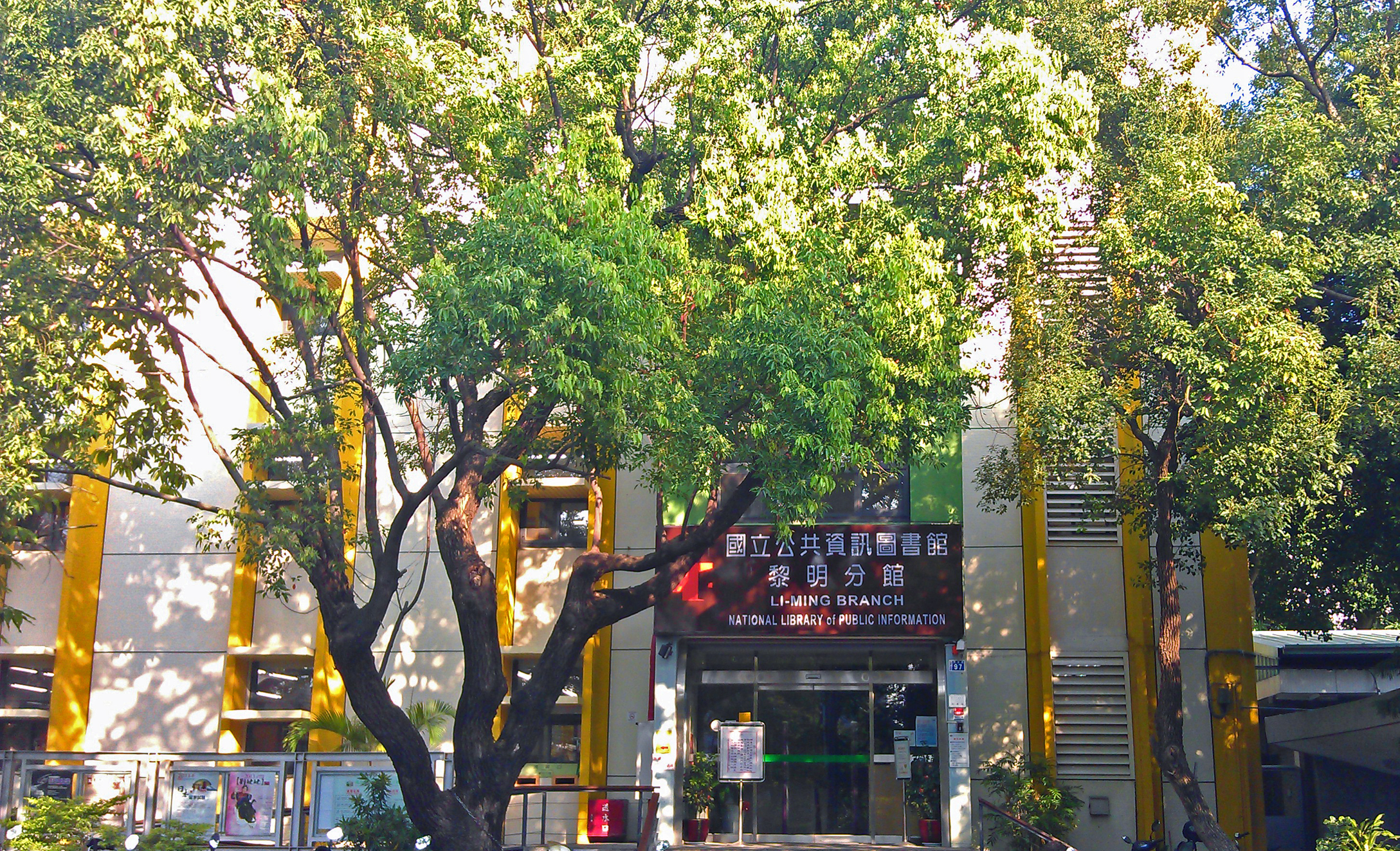
國立公共資訊圖書館黎明分館
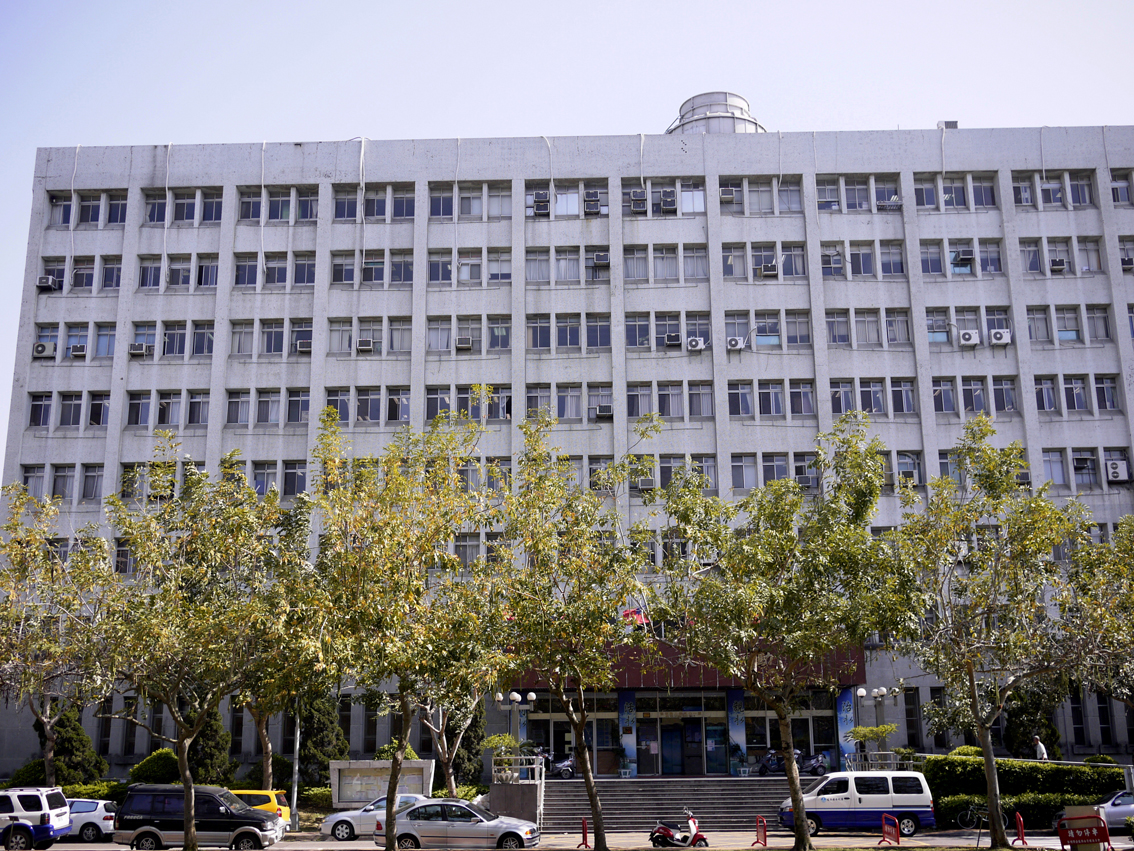
行政院中部聯合服務中心勤政樓
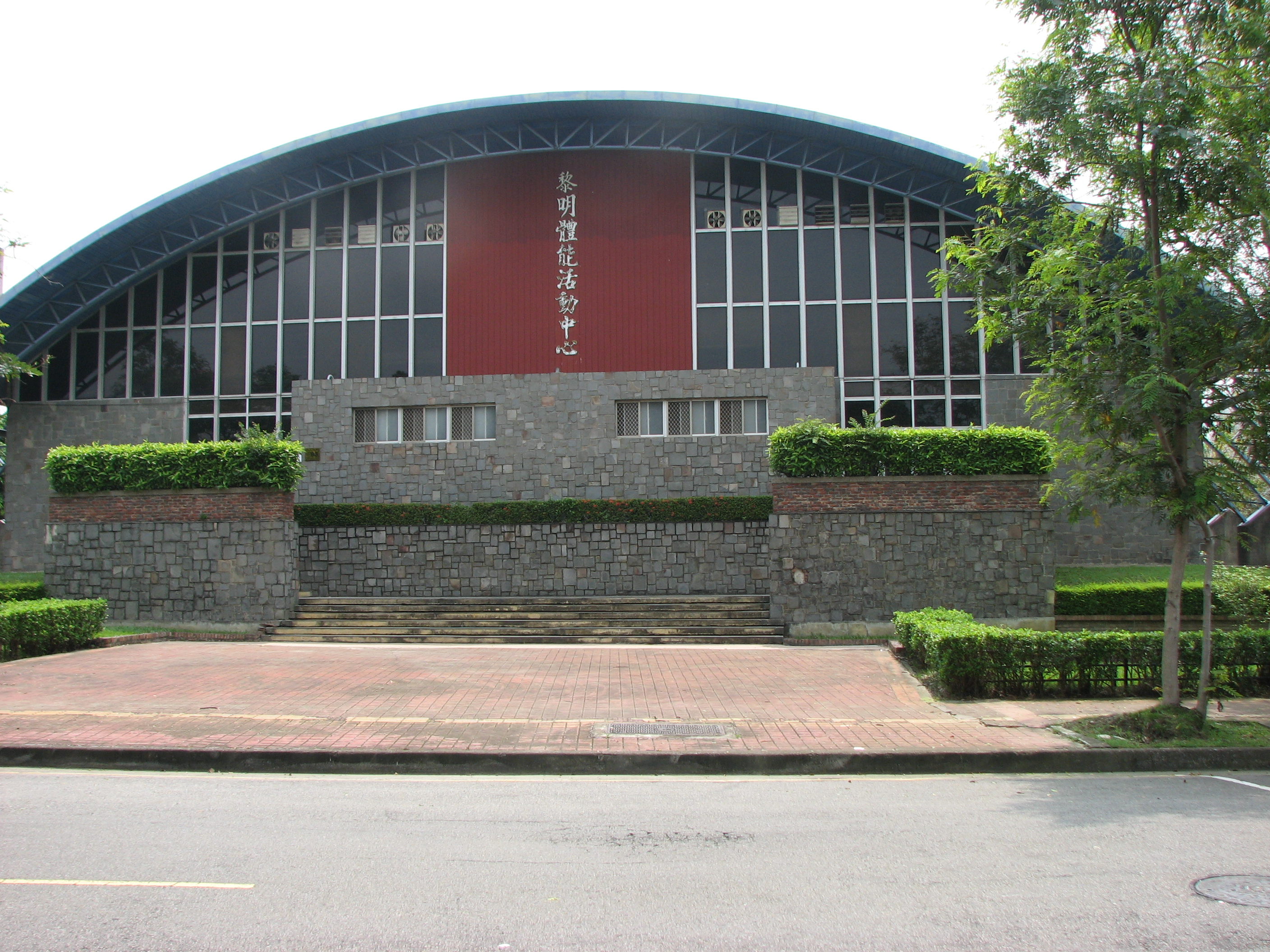
黎明體能活動中心

- 臺中市立黎明國民中學
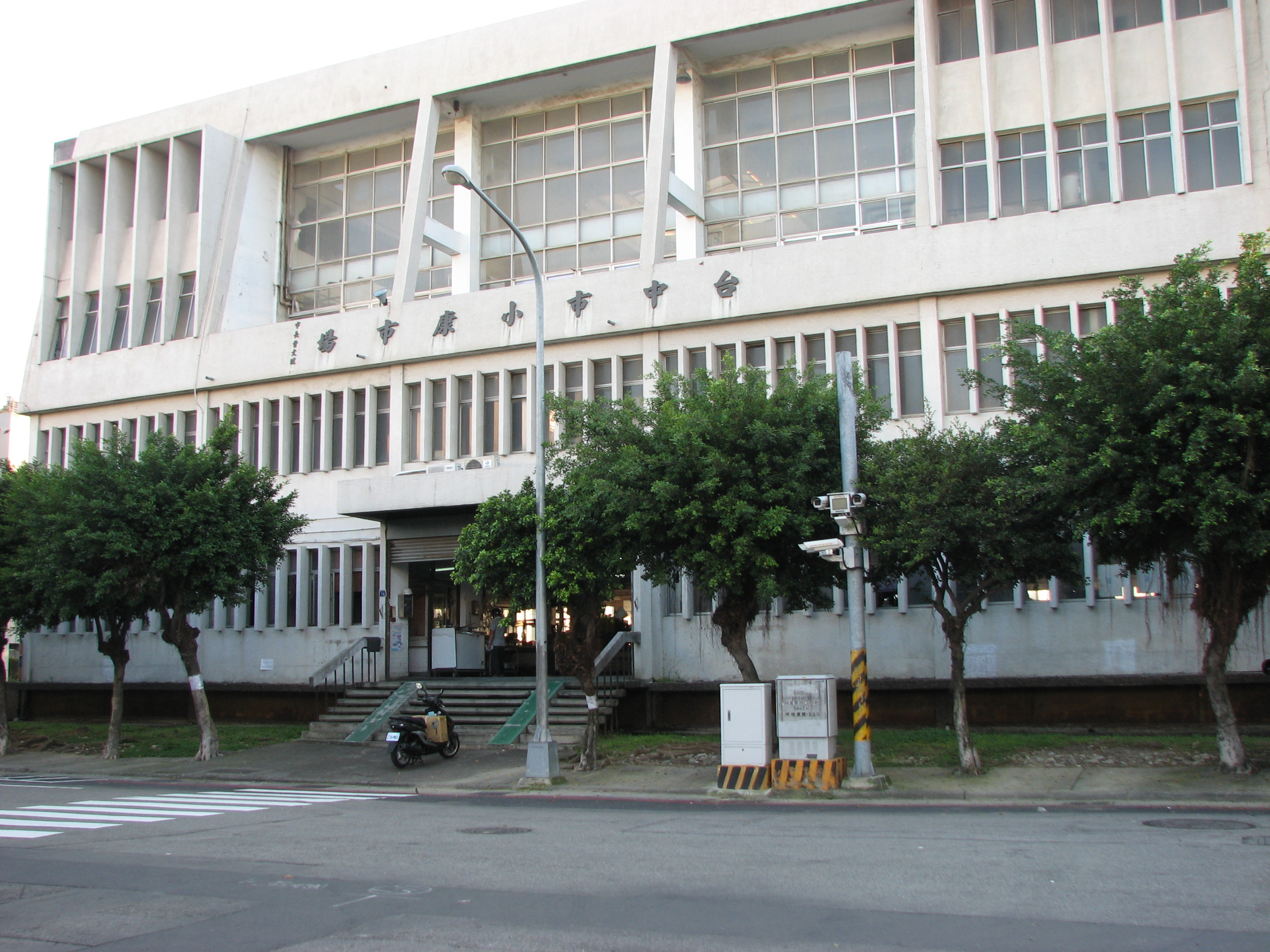
臺中市南屯區黎明國民小學
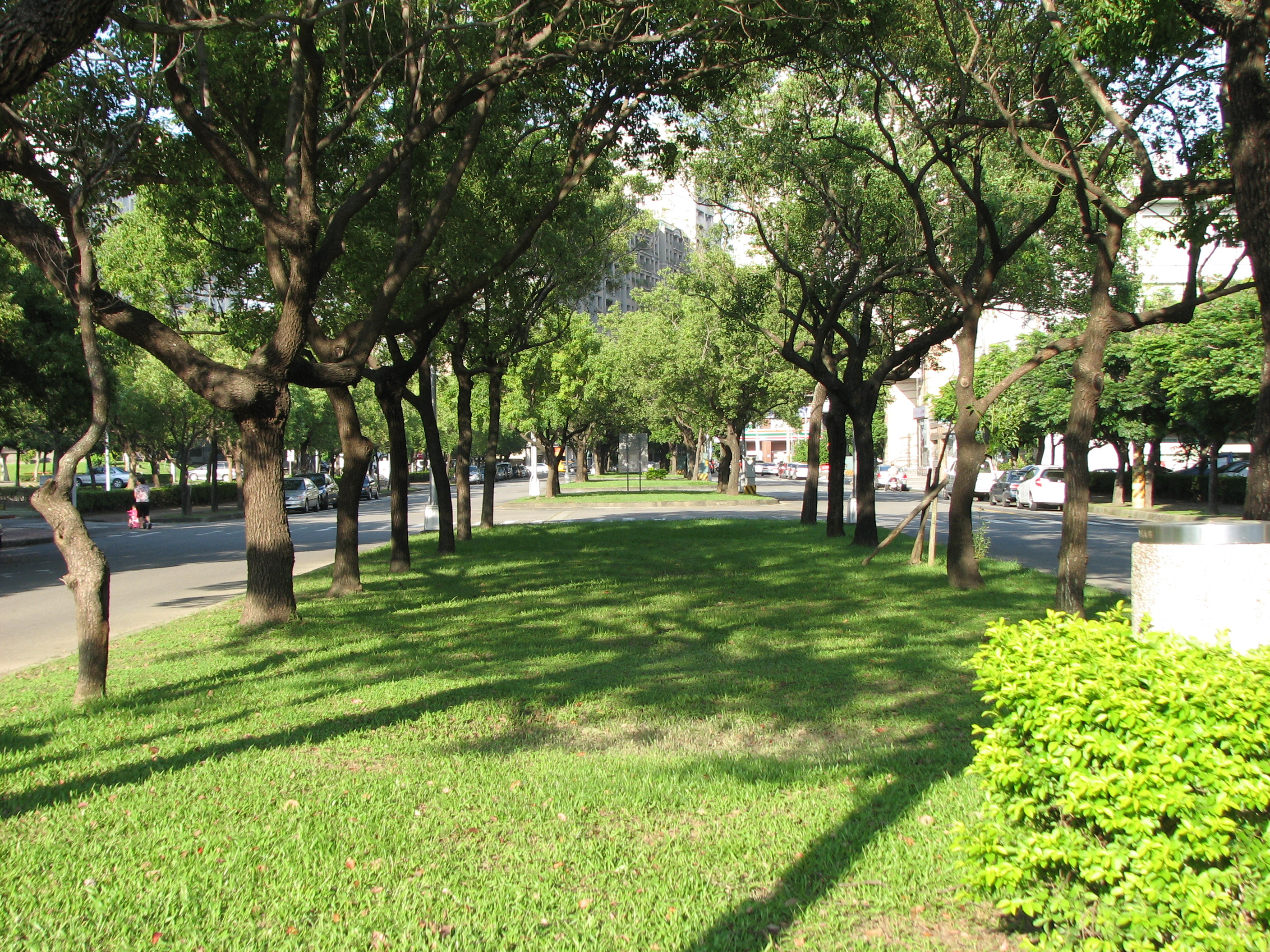
黎明新村綠園道
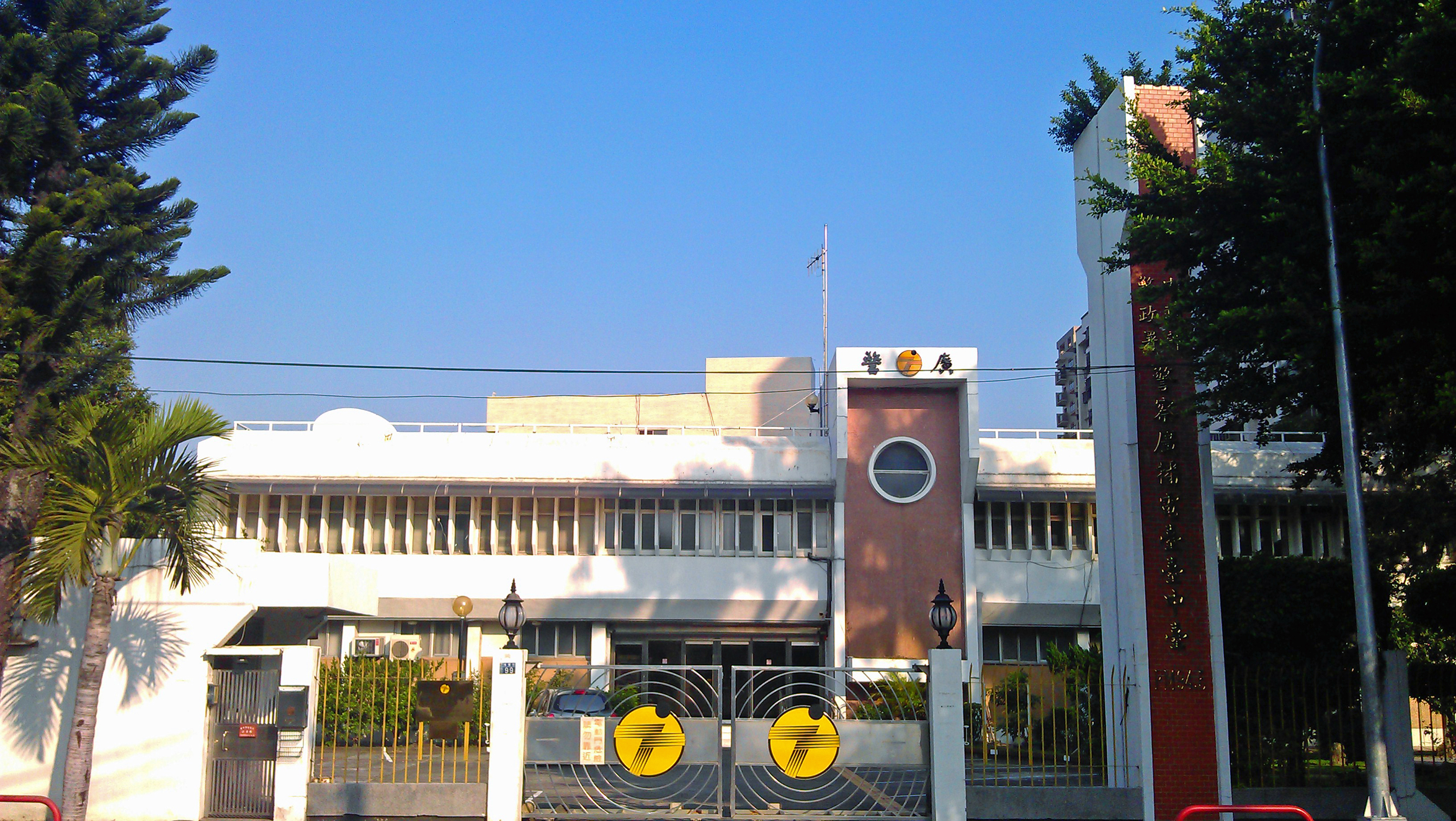
警察廣播電台臺中臺
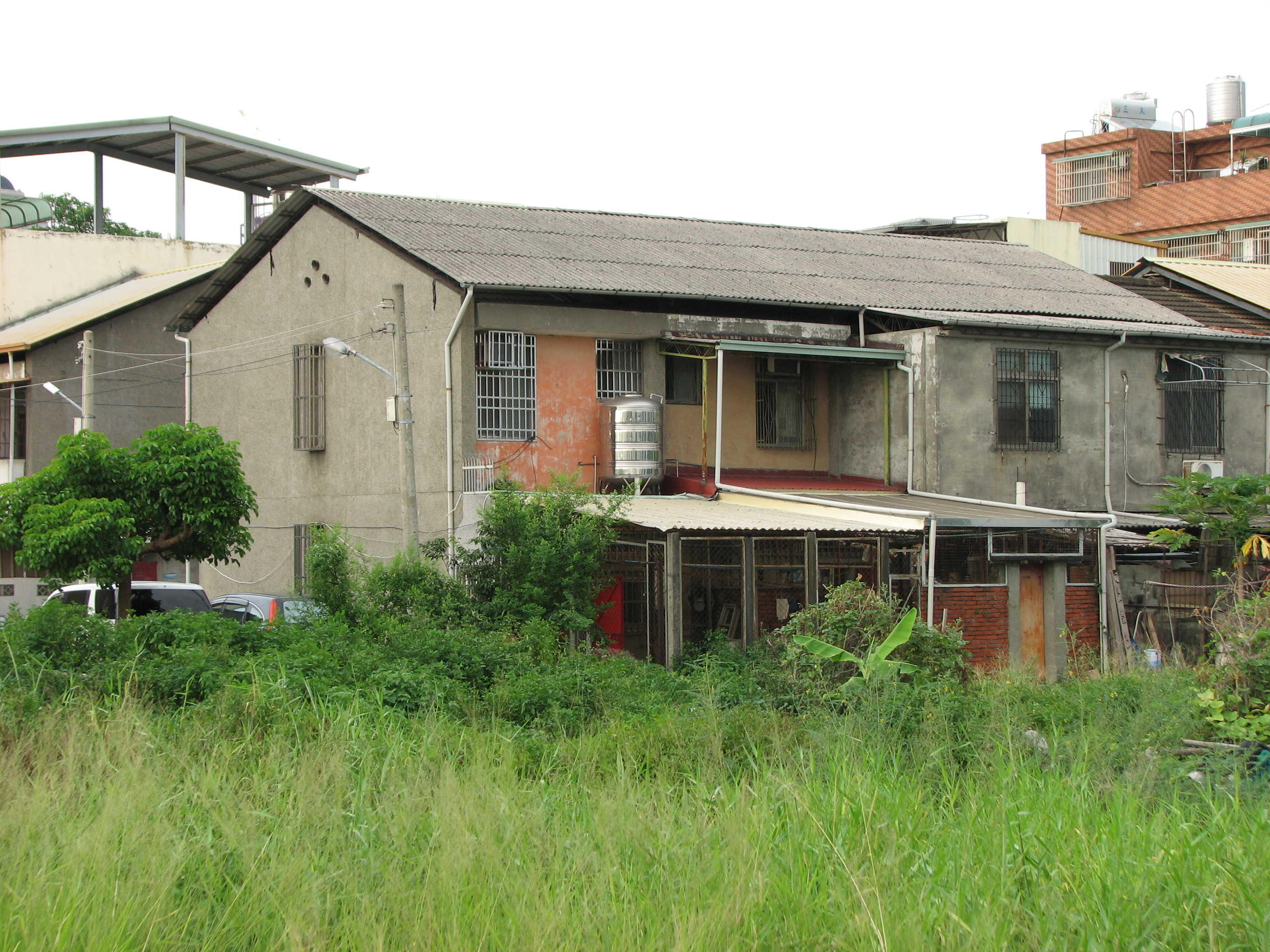
省府員工宿舍外觀

- 中華郵政台中黎明郵局
- 台灣銀行黎明分行
- 台灣自來水公司人力資源處訓練所

- 環境部環境管理署中區環境管理中心
- 臺灣省台中區機關聯合員工消費合作社
- 臺中市政府警察局第四分局黎明派出所
- 臺中市政府警察局少年警察隊
- 臺中市政府消防局第六大隊黎明分隊
- 警察廣播電台台中台

- 黎明派出所
- 國立公共資訊圖書館黎明分館
- 行政院中部聯合服務中心勤政樓
- 黎明體能活動中心
- 小康市場
- 黎明新村綠園道
- 警察廣播電台臺中臺
- 省府員工宿舍外觀

## 交通

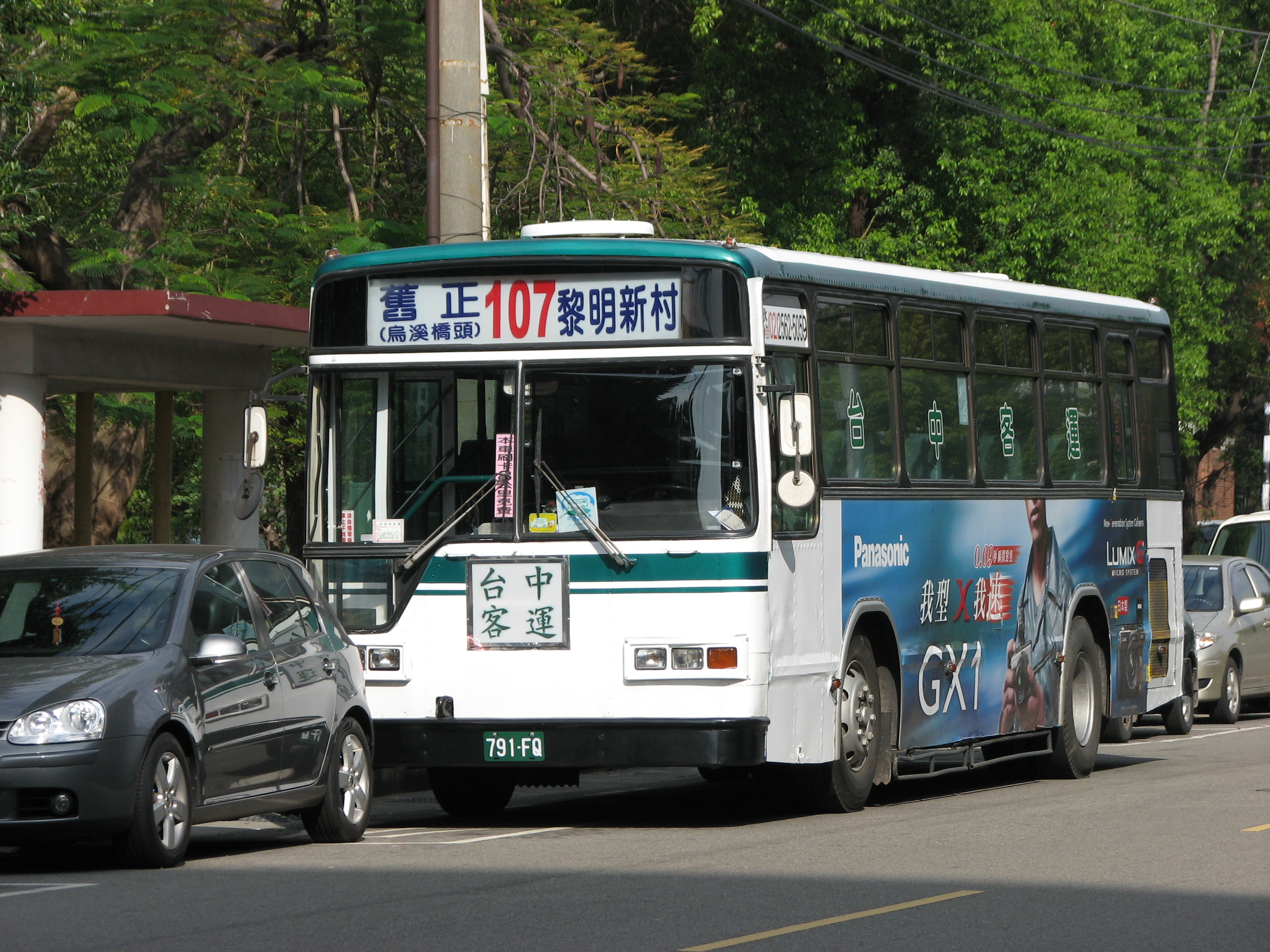
臺中市公車107路的起站為黎明新村。

台中市公車
- 台中客運：29、54、72、107、356
- 統聯客運：75、81
- 中鹿客運：358
- 和欣客運：160

## 注解
1. ↑  . 東森新聞.   [2023-07-08]. （原始内容存档于2023-07-08）.
2. ↑  . 鏡週刊.   [2023-07-08]. （原始内容存档于2023-07-09）.
3. ↑  台中市辦公的臺灣省政府所屬機關有：臺灣省政府水利局、臺灣省政府地政局、臺灣省合作事業管理處、臺灣省工礦檢查委員會、臺灣省選舉罷免監察委員會、臺灣省政府訴願委員會、台灣省文獻委員會、臺灣省地質調查所、台灣省電影製片廠及臺灣省立交響樂團等單位
4. 1 2 3  . 自由電子報. 2011-03-25  [2013-05-24]. （原始内容存档于2016-03-07） （中文（臺灣））.
5. ↑  1975-08-15/經濟日報/02版
6. ↑  公有零售市場一覽表 （页面存档备份，存于） 台中市政府經濟發展處
7. ↑  國土測繪中心前身為土地測量局